# Castello di Uttenheim
Il castello di Uttenheim (talvolta italianizzato in castello d'Uta; in ted.: Burgruine Uttenheim) è un castello costruito su una roccia a strapiombo a Villa Ottone (Uttenheim), frazione di Gais (BZ), in valle di Tures.
Il castello è stato presumibilmente costruito nel XII secolo. Di certo nel 1225 era di proprietà dei signori di Taufers. In quello stesso secolo ne entrarono in possesso gli Uttenheim, ministeriali dei Taufers. La famiglia si estinse già nel 1387 e da allora il castello passò di proprietario in proprietario, cominciando un lento declino. Oggi sono riconoscibili resti del palazzo, del mastio e del muro di cinta.